# Pelecanus
Pelecanus is een geslacht van vogels uit de familie van de pelikanen (Pelecanidae). De wetenschappelijke naam van het geslacht werd in 1758 gepubliceerd door Carl Linnaeus. De naam 'Pelecanus' was al langer in gebruik. Linnaeus verwees daarvoor onder meer naar Ulisse Aldrovandi, Francis Willughby, John Ray, George Edwards en Hans Sloane. 'Pelecanus' komt van het Griekse woord πελεκυς, 'pelekus' (bijl) of πελεκαειν, 'pelekaein' (met een bijl hakken). Het geslacht telt 8 soorten. De typesoort is Pelecanus onocrotalus Linnaeus, 1758

## Soorten
- Pelecanus conspicillatus – Australische pelikaan
- Pelecanus crispus – Kroeskoppelikaan
- Pelecanus erythrorhynchos – Witte pelikaan
- Pelecanus occidentalis – Bruine pelikaan
- Pelecanus onocrotalus – Roze pelikaan
- Pelecanus philippensis – Grijze pelikaan
- Pelecanus rufescens – Kleine pelikaan
- Pelecanus thagus – Peruaanse pelikaan